# Chorizema glycinifolium
Chorizema glycinifolium là một loài thực vật có hoa trong họ Đậu. Loài này được (Sm.) Druce miêu tả khoa học đầu tiên.